# Józef Warszewicz

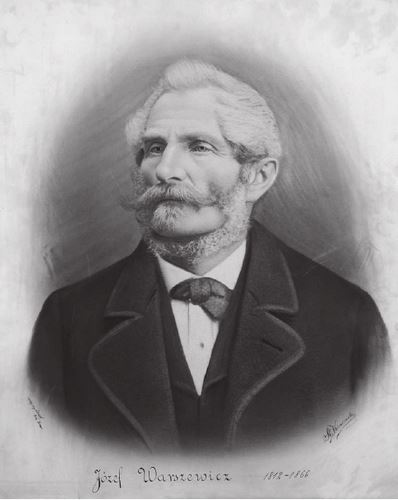
Józef Warszewicz

Józef Warszewicz Ritter von Rawicz (* 8. September 1812 in Vilnius; † 29. Dezember 1866 in Krakau) war ein polnischer, russischer Botaniker, Pflanzen- und Tiersammler und Forschungsreisender.
Sein botanisches Autorenkürzel lautet „Warsz.“

## Leben und Wirken
Sein Vater, der unter Tadeusz Kościuszko als Ingenieur Capitän arbeitete, wurde von Alexander I. nach Vilnius versetzt. Józef Warszewicz wurde in einer Zeit geboren, als Vilnius unter französischer Herrschaft stand, weil die Grande Armée nach der Überschreitung der Memel am 24. Juni 1812 bis zum Rückzug im Dezember des gleichen Jahres dieses Gebiet kontrollierte. Beim Novemberaufstand im Jahr 1830 meldete er sich als bekennender polnischer Patriot freiwillig für den Militärdienst. Schon früh entdeckte er seine Liebe zur Botanik und wurde dabei durch Stanisław Bonifacy Jundziłł (1761–1847), Herr Witzill und Stanisław Batys Gorski (1802–1864) gefördert. Bei Gorski war Warszewicz in Insterburg für fünf Jahre bis ins Jahr 1831 als Garteninspektor beschäftigt.
Als der damalige Kronprinz Friedrich Wilhelm IV. die östliche Provinz bereiste, war er von Warszewiczs Wirken so begeistert, dass er ihn nach Sanssouci holen wollte. So zog es ihn Anfang 1852 nach Potsdam, wo er Ludwig Sello zugeteilt wurde und Alexander von Humboldt kennenlernte. Warszewicz erkannte, dass er auf Sanssouci keine Karriere machen konnte, und so zog er weiter nach Berlin. Hier gab es in Neu-Schöneberg ein heruntergekommenes Gewächshaus der Königlichen Gärtnerlehranstalt, das Warszewicz als Telegraphenhaus bezeichnete und das ihm von Christoph Friedrich Otto zur Pflege übergeben wurde. Schon bald kannte er alle Pflanzenarten der Königlichen Gärtnerlehranstalt und fand Anerkennung als geschätzter Experte durch andere Botaniker wie z. B. Otto, Heinrich Friedrich Link, Eduard August von Regel oder Karl Sigismund Kunth. Mit einigen verband ihn eine innige Freundschaft. So unterstützte ihn beispielsweise sein Freund Carl David Bouché bei der Sicherung seiner Lebensgrundlage.
Rastlos führte Warszewicz das Gewächshaus zu neuem Glanz. Berichte von Moritz Richard Schomburgk aus Amerika, Ludwig Preiss aus Australien und Hermann Karsten aus Südamerika beflügelten seinen Wunsch, ebenfalls auf Forschungsreisen zu gehen. Auch Johann Friedrich Klotzsch verfolgte Pläne, ihn nach Chile zu bringen, ein Gebiet, in das bereits Rudolph Amandus Philippi übergesiedelt war. 1843 bildete sich in Belgien eine Gesellschaft unter der Direktion von Alexander von Bülow, die eine belgische Kolonie in Guatemala gründen wollte. Louis van Houtte erkannte die Chance und suchte einen Pflanzensammler für dieses Unternehmen. Johann Conrad Otto Deines (1824–1886) aus Hanau kannte Warszewiczs Wunsch und stellte daraufhin den Kontakt zu van Houtte her. Im August 1844 verließ er Berlin und erreichte Gent am 15. August. Hier musste er bis zum 7. Dezember auf den Zweimaster Minerva unter dem Kapitän Brix warten, auf dem er einschiffte. Die Minerva lief von Antwerpen. Am 1. Februar 1845 ging er in Santo Tomás de Castilla an Land.
Durch die Vermittlung von Alexander von Humboldt lernte er den Generalkonsul Carl Friedrich Rudolf Klee kennen. Von den 32 damals eingetroffenen Kolonialisten überlebten nur Warszewicz und ein Arzt die ersten vier Monate. Trotz Krankheit sammelte Warszewicz fleißig und sendete seine Ausbeute von 86 Kisten an van Houtte für vorgestreckte 30 Louis d’or pro Stück. Von diesem Geld und von Lebensmittelrationen der Direktion hielt er sich in Santo Tomás vierzehn Monate über Wasser. Erst als ihm sein Arzt erklärte, dass er nicht mehr lange leben würde, wenn er an diesem Ort weitermache, entschloss er sich, zusammen mit dem belgischen Generalkonsul E. Blondel van Cuelenbrouk nach Guatemala-Stadt zu gehen. Hier sammelte er in 16 Monaten 120 Orchideenarten mit über 10.000 Exemplaren, 67 Eichen und ähnliche Pflanzen. Von seiner Sammlung gingen 40 Kisten nach England, 12 nach Berlin und 30 ins übrige Deutschland. Hier wurde George Ure Skinner (1804–1867) sein Freund und Geschäftspartner.
Warszewicz reiste weiter nach San Salvador und von dort nach Nicaragua, wo er auf Anders Sandøe Ørsted traf, von dem er wichtige Hilfestellungen bekam. Gemeinsam reisten sie ins Departamento Nueva Segovia. Danach ging er für vier Monate nach Costa Rica, wo er ordentliche Ausbeute machte. Sein nächstes Ziel, die Provinz Veraguas, erwies sich als Orchideenparadies. Es folgte Ecuador und zurück über San José, Cartago erreichte er schließlich San Juan de Nicaragua. Hier schiffte er am 10. März 1850 nach Europa ein. So erreichte er schließlich Berlin mit einem Zwischenstopp in London.
Während seines achtmonatigen Aufenthalts in Berlin erweiterte er seinen Freundes- und Gönnerkreis. Hierzu gehörten u. a. Charles Louis Mathieu (1800–1885) und der königliche Ökonomierat Gartendirektor Friedrich August Herman Gireoud (1821–1896). In dieser Zeit beschäftigte Warszewicz sich mit zwei beruflichen Optionen. Zum einen wollte er als Garteninspektor in Krakau arbeiten, zum anderen konnte er auf Vermittlung von Ignacy Rafał Czerwiakowski wilde Tiere in Südamerika für Edward Smith-Stanley, 13. Earl of Derby sammeln. Am 16. November 1850 erreichte er Southampton, um sich einzuschiffen. Von hier aus brach er nach Chagres auf, um von dort weiter nach Santiago de Veraguas zu reisen. Sein Ziel war Neugranada und von dort brach er nach Südperu und Bolivien auf. Hier verbrachte er sechs Monate und sammelte wichtige neue Pflanzen. Weiter ging es nach Argentinien und Chile, als der Tod seines Sponsors Lord Derby am 30. Juni 1851 seinen Plänen, den Süden zu bereisen, ein jähes Ende bereitete. So sammelte er stattdessen am Cabaraya Orchideen, trotz der Gefahr, von Indigenen angegriffen zu werden. Die Expedition ging weiter am Marañón bis hin zur brasilianischen Grenze. Als Nächstes durchquerte er mehrere Provinzen des Vizekönigreichs Neugranada. So war er in Buenaventura (Valle del Cauca), Ocaña und Santafé de Bogotá. In den unruhigen revolutionären Zeiten rund um José Hilario López ging eine seiner Sendungen zu Grunde. Warszewicz überquerte die Kordillere des Antioquia. An Bord eines Dampfschiffs auf dem Río Magdalena verlor er erneut große Teile seiner Sammlung, da das Schiff am zweiten Tag gegen einen Pfahl manövrierte und sank. Mit den wenigen Geretteten kehrte er im Oktober 1853 nach Europa zurück und begab sich im November 1853 nach Krakau. Mit Hilfe des Kaiserlichen Geheim Oberpostrats Heinrich Brünnow (1820–1912) bekam er endlich die ersehnte Position als Inspektor des K. K. botanischen Gartens in Krakau. Zusammen mit seinem Vorgesetzten Czerwiakowski publizierte er 1864 den Catalogus plantarum quae in C.R. Horto Botanico Cracoviensi.
Neben den Orchideen galt seine Leidenschaft vor allem den Kolibris. Für John Gould hatte er u. a. am Río Marañón das Typusexemplar der Purpurkehl-Sonnennymphe und aus der Nevado del Quindío und aus Peru Bälge des Braun-Veilchenohrkolibris. Eduard Oskar Schmidt beschrieb 1858 einen Teil seiner in der Republik Neugranada und in Bolivien gesammelten Amphibien. Bei der im Artikel von Schmidt beschriebenen und in der Wissenschaft umstrittenen Art Hyla molitor, die der deutsche Herpetologe Karl-Heinz Jungfer 2017 untersuchte, könnte es sich um Dendropsophus labialis (Peters, 1863) handeln. Der Auktionator John Crace Stevens (1809–1859) bot 1849 Orchideen zum Verkauf an, die Warszewicz auf seiner Reise durch die Provinz Veraguas und Panama sammelte. Hierin erwähnt er auch eine angeblich neue Gattung Warsewitschia.

## Dedikationsnamen
1895 nannte Adolphe Boucard eine Vogelgattung Warszewiczia, ein Synonym für Heliangelus Gould, 1848. Heinrich Gustav Reichenbach nannte 1852 eine Orchideengattung Warczewiczella, Johann Friedrich Klotzsch 1853 eine Rötegewächsegattung Warszewiczia, Dariusz Lucjan Szlachetko 1994 Warscaea ein Synonym für Cyclopogon.
Jean Louis Cabanis und Ferdinand Heine junior beschrieben 1860 eine Unterart der Stahlgrünen Amazilie (Amazilia saucerottei warscewiczi), die sie dem berühmten Reisenden Warszewicz widmeten. Auch die von Warszewicz in Peru gesammelte Bergwald-Baumsteiger-Unterart (Lepidocolaptes lacrymiger warscewiczi (Cabanis & Heine, 1860)) trägt seinen Namen. Heinrich Gottlieb Ludwig Reichenbach nannte 1854 zu seinen Ehren Coeligena warszewizii, doch handelt es sich hierbei um ein Synonym für Regenbogenkolibri (Coeligena iris aurora (Gould, 1853)).
Die Orchideenart Stanhopea warszewicziana, die Warszewicz in den Bergen der Provinz Chiriquí gesammelt hatte, wurde von Klotzsch 1852 beschrieben. Albert Gottfried Dietrich nannte 1851 eine Blumenrohrart aus Costa Rica Canna Warszewiczii. Hippeastrum warscewiczianum, ein Amaryllisgewächs, das Dietrich 1855 beschrieb und das am Rio Madeira gesammelt worden war, ist ein Synonym für Hippeastrum mandonii. Georg Heinrich Mettenius ehrte ihn 1864 in der Adiantaceae-Art Gymnogramma warscewiczii vom Páramo nahe San Fortunato Sibaté. Die von Franz Buchenau 1899 beschriebene Kapuzinerkressenart Tropaeolum Warscewiczii wurde von ihm in Costa Rica und in der Provinz Veraguas gesammelt. Karl Heinrich Koch und Carl David Bouché nannten 1847 eine Commelinagewächsart Callisia warszewicziana (Syn: Tradescantia warszewicziana) und 1855 eine Aronstabgewächsart Philodendron warszewiczii. Hermann Wendland ehrte ihn 1858 mit der Benennung der Palmengewächsart Synechanthus warscewiczianus  aus dem östlichen Costa Rica, die Carl Ernst Otto Kuntze 1891 Nunnezharria warscewicziana nannte. Die von Karl Hermann Gustav Karsten 1869 beschriebene Seidenpflanzengewächsart Callaeolepium warscewiczii wird heute unter Matelea warscewiczii geführt. Joseph Henri François Neumann widmete ihm 1845 die Schiefblattgewächsart Begonia warscewiczii, ein Name der als Synonym für Begonia conchifolia betrachtet wird. Charles Antoine Lemaire nannte 1854 eine Pfeilwurzgewächsart Maranta warszewiczii (heute Goeppertia warszewiczii), 1861 die Bromeliengewächsart Lamproconus warscewiczii, Georg Carl Wilhelm Vatke 1874 die Glockenblumengewächsart Lobelia (Rapuntium) warscewiczii, William Jackson Hooker 1862 die Kürbisgewächsart Anguria warscewiczii, Johannes von Hanstein 1865 die Gesneriengewächsart Columnea warszewicziana, Eduard August von Regel 1849 die Gesneriengewächsart Dicyrta warszewiczian, 1854 die Braunwurzgewächsart Alonsoa warscewiczii, 1855 die Nachtschattengewächsart Iochroma warscewiczii, Otto Karl Berg 1854 die Myrtengewächsart Ugni warscewiczii, Heinrich Gustav Adolf Engler 1874 die Rautengewächsart Esenbeckia warscewiczii., Heinrich Gustav Reichenbach 1852 die Orchideenart Cypripedium warsczewiczianum (heute Phragmipedium warscewiczianum), Odontoglossum (Euodontoglossum) Warscewiczii (heute Miltoniopsis warscewiczii) und Centropetalum warszewiczii (heute Fernandezia subbiflora), 1854 die Orchideenart Cattleya warscewiczii, 1856 die Orchideenart Miltonia warscewiczii

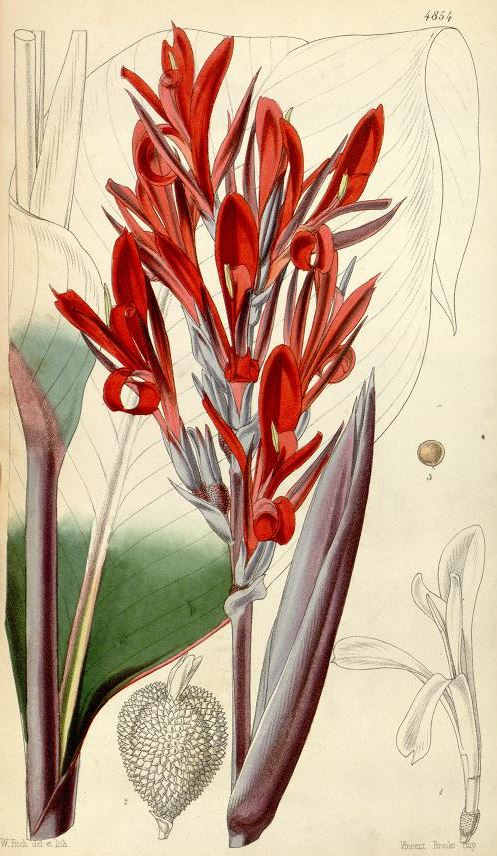
Canna Warszewiczii illustriert von Walter Hood Fitch
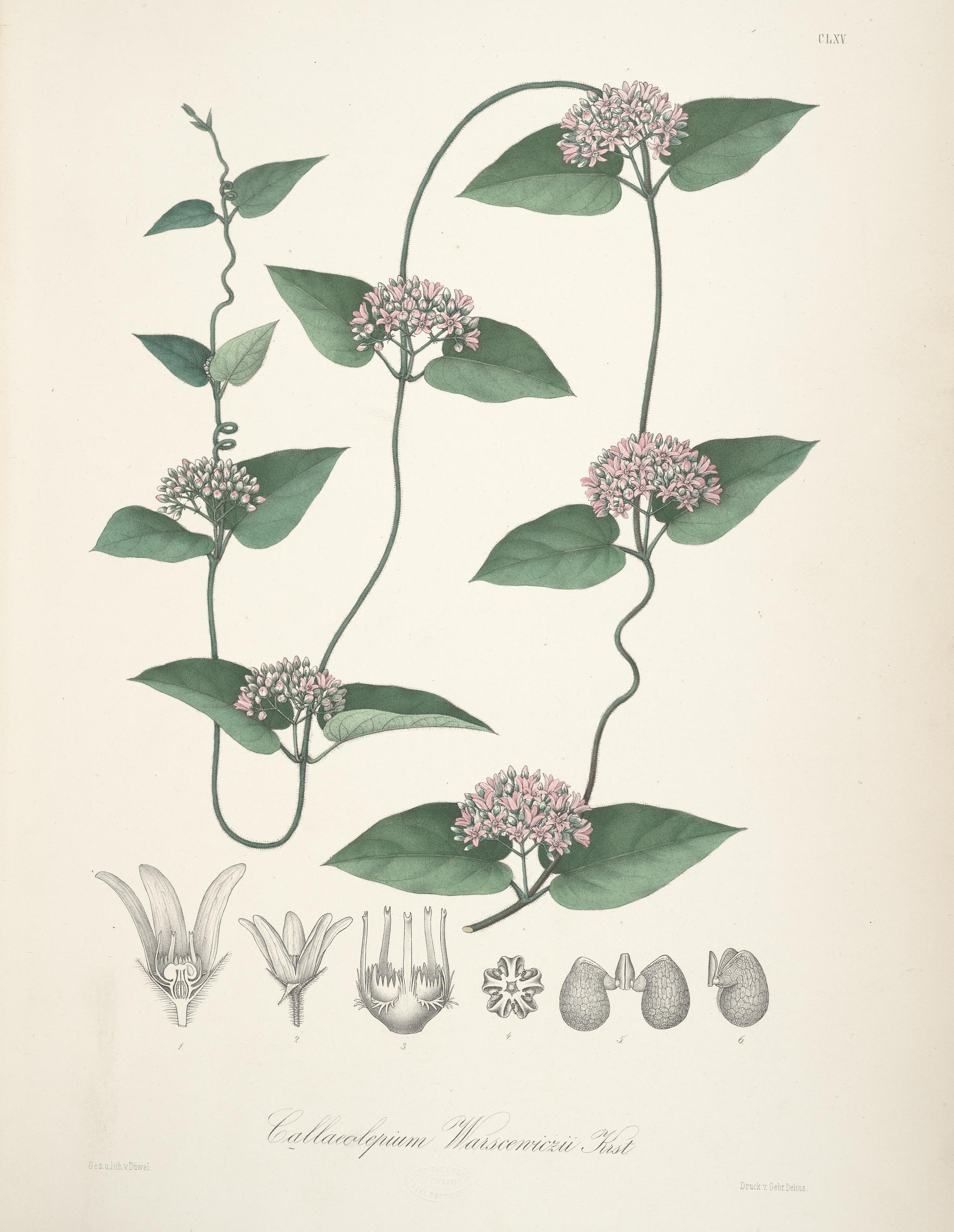
Matelea warscewiczii illustriert von Düwel
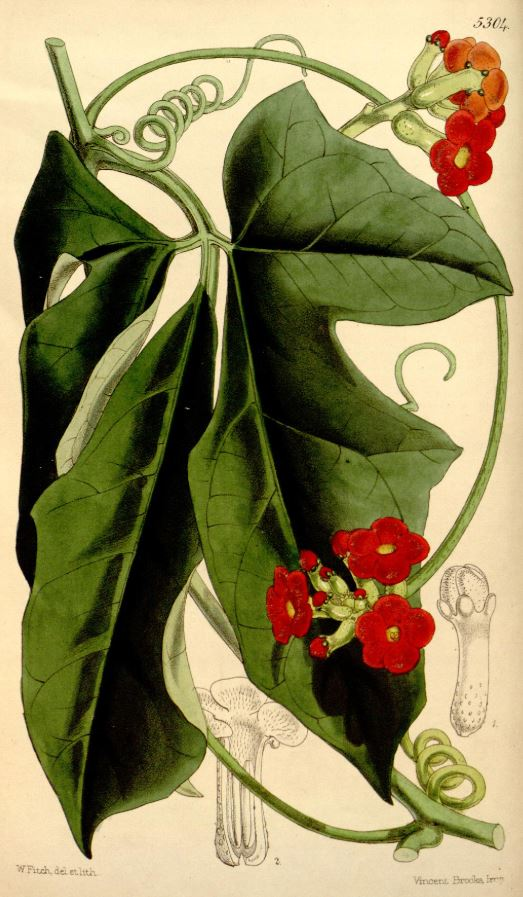
Anguria warscewiczii, ein Synonym für Psiguria warscewiczii, illustriert von Fitch
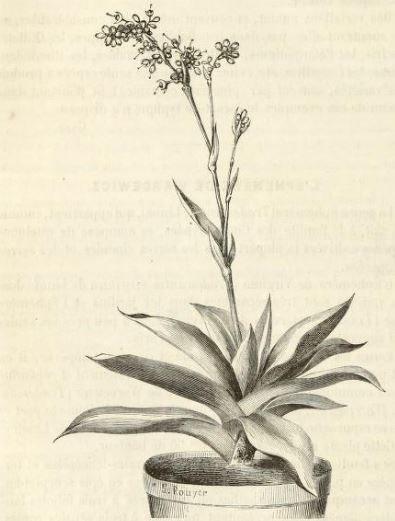
L’Éphérère de Warcewicz illustriert von S. Rouyer
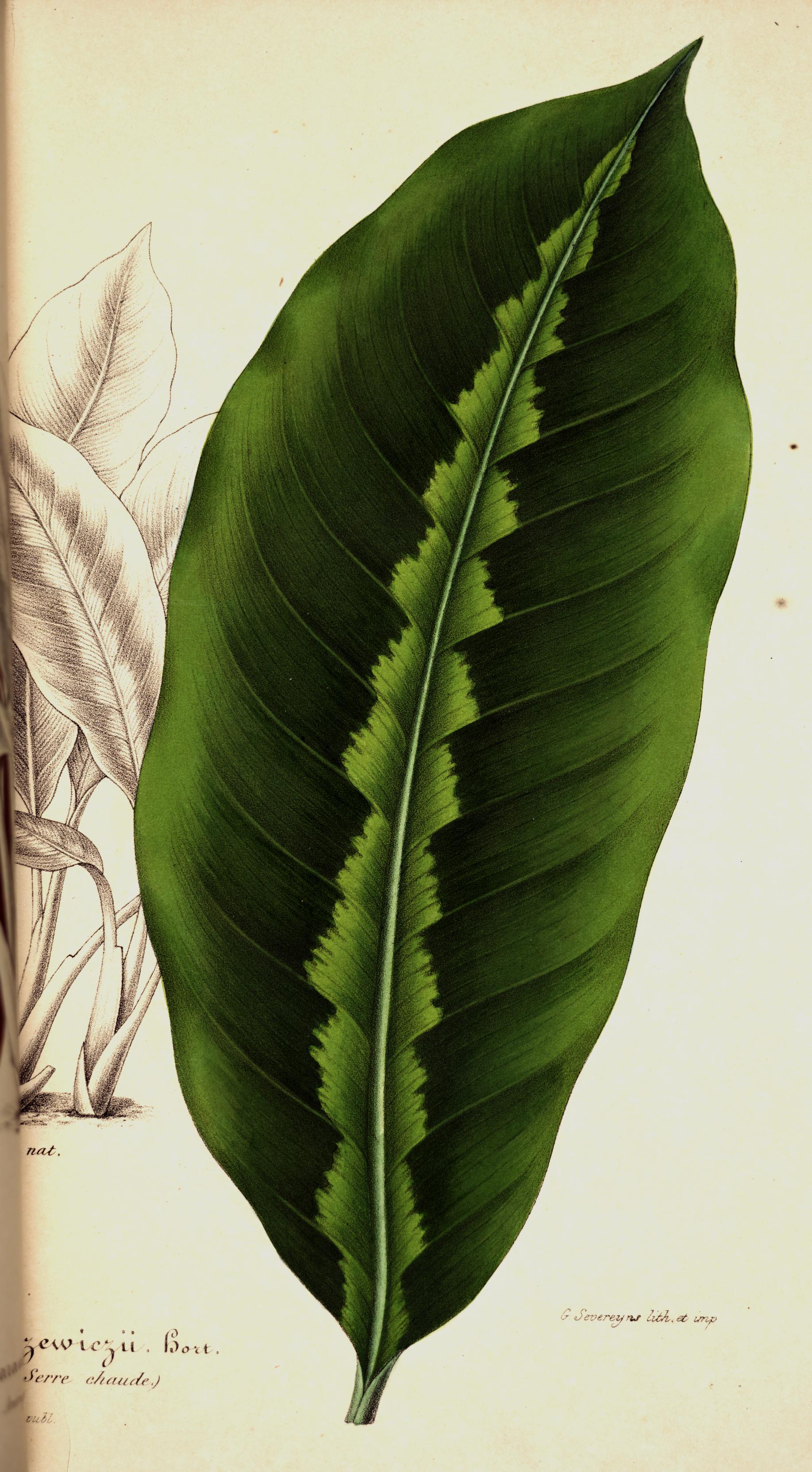
Maranta warszewiczii illustriert von G. Severey
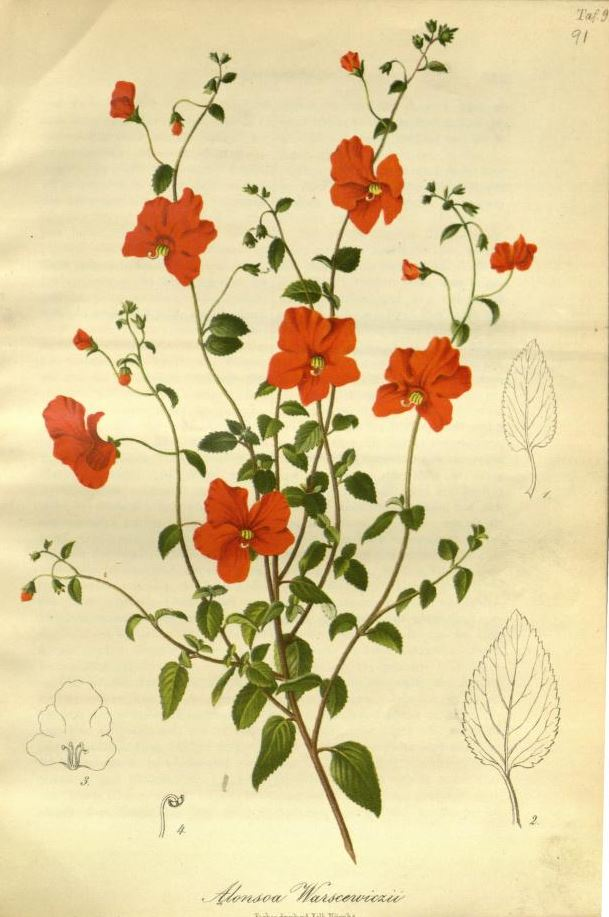
Alonsoa warscewiczii
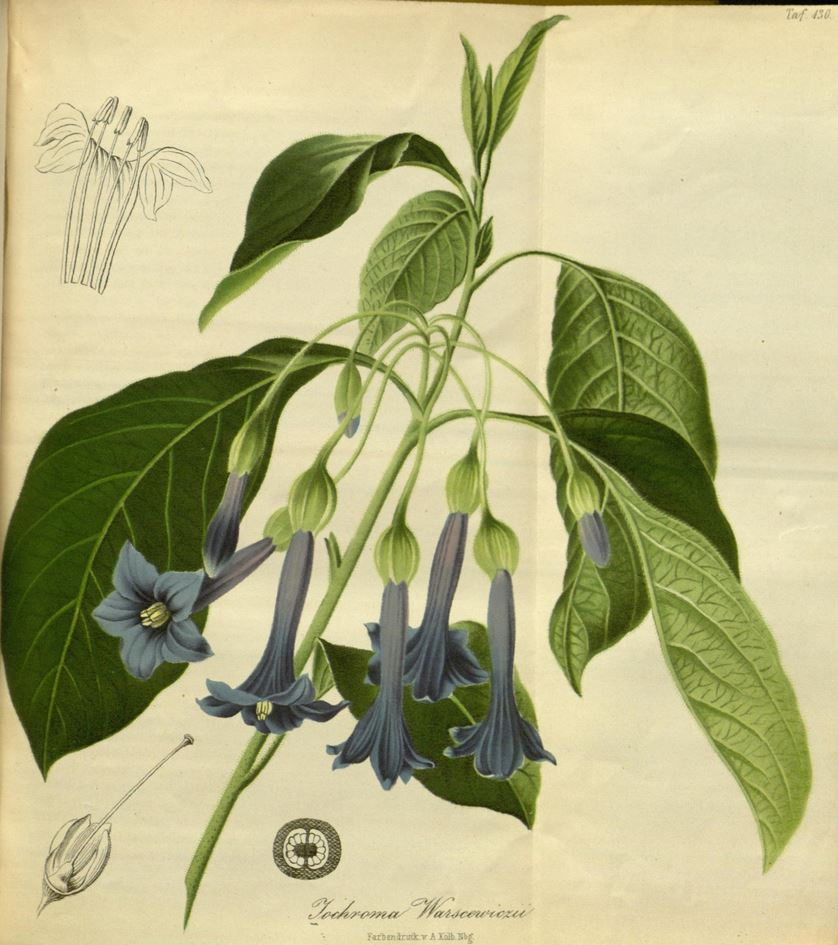
Iochroma warscewiczii
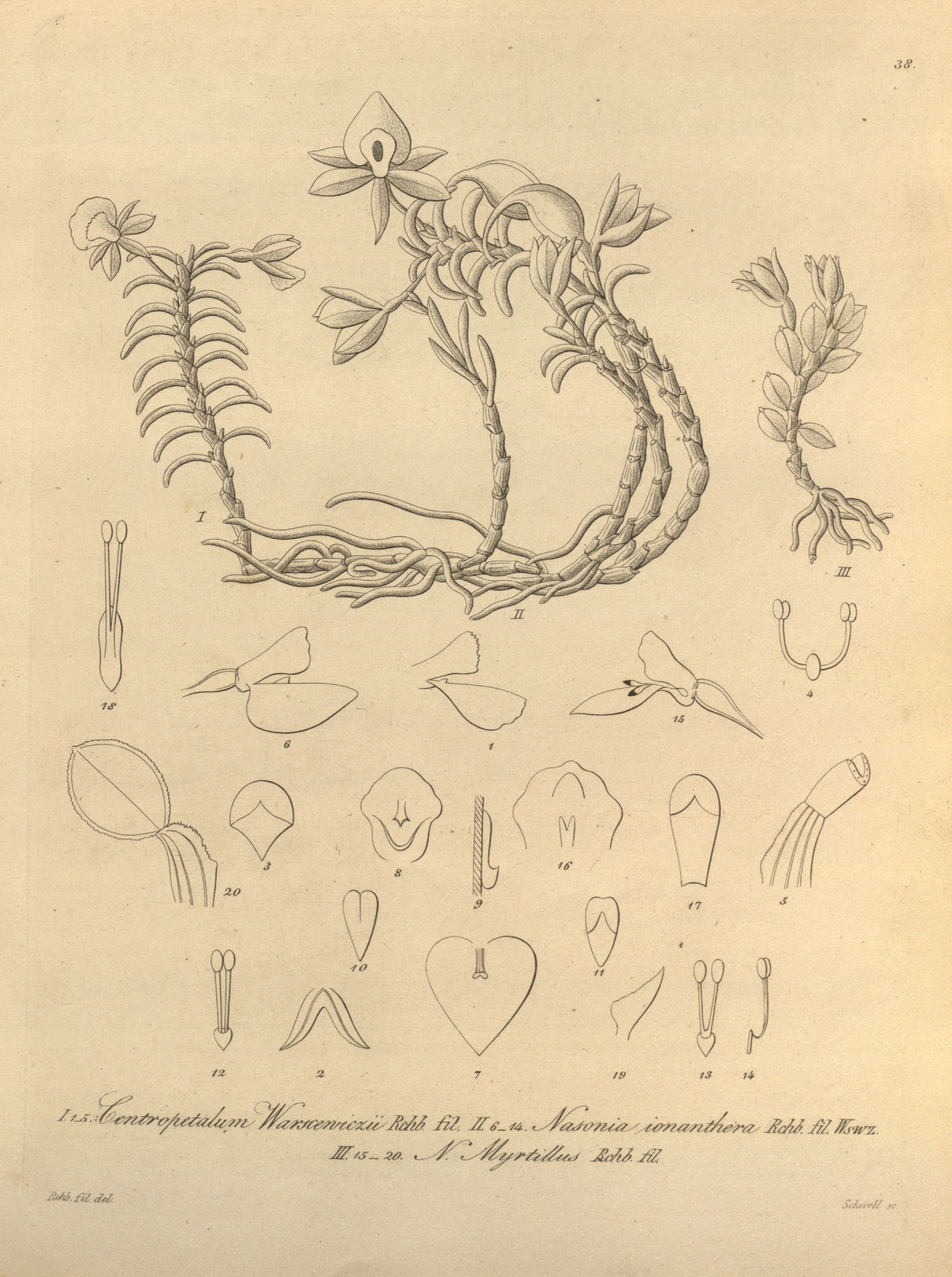
Centropetalum warszewiczii, ein Synonym für Fernandezia subbiflora

## Publikationen (Auswahl)
- Liste der Orchideen, welche Herr v. Warszewicz von seiner Reise in Central-Amerika mitgebracht hat und die von ihm zu beziehen sind. In: Allgemeine Gartenzeitung – Eine Zeitschrift für Gärtnerei und alle damit in Beziehung stehenden Wissenschaften. In Verbindung mit den tüchtigen Gärtnern und Botanikern des In- und Auslandes. Band 10, Nr. 20, 1850, S. 160 (biodiversitylibrary.org).
- mit Heinrich Gustav Reichenbach: Orichideae Warscewiczianae recentiores. In: Bonplandia. Zeitschrift für die gesammte Botanik. Band 2, Nr. 8, 1854, S. 96–102 (biodiversitylibrary.org).
- mit Heinrich Gustav Reichenbach: Orichideae Warscewiczianae recentiores. In: Bonplandia. Zeitschrift für die gesamte Botanik. Band 2, Nr. 9, 1854, S. 107–116 (biodiversitylibrary.org).
- mit Ignacy Rafał Czerwiakowski: Catalogus plantarum quae in C.R. Horto Botanico Cracoviensi anno 1864 – ab erecta C.R. Universitate Studiorum Jagellonica quingentesimo, a fundato vero horto octogesimo educantar; Secundum Systema Endlicherianum. Typis C. R. Universitatis Jagllonicae, Krakau 1864 (books.google.de).